# Мванза (регион)
Мванза је један од 26 административних региона у Танзанији. Главни град региона је Мванза. Регион се граничи са регионом Кагера на западу, са регионом Шињанга на југу, и са регионом Мара на истоку. На северу се налази језеро Укереве. Површина региона је 19 592 km².
Према попису из 2002. године у региону Мванза је живело 2 942 148 становника. 

## Дистрикти
Регион Мванза је административно подељен на 8 дистрикта: Укереве, Магу, Сенгерема, Геита, Мисунгви, Квимба, Њамагана и Илемела.